# Филипенко, Василий Иванович
Василий Иванович Филипенко — советский хозяйственный, государственный и политический деятель, Герой Социалистического Труда.

## Биография
Родился в 1932 году в деревне Богданово. Член КПСС с 1959 года.
С 1950 года — на хозяйственной, общественной и политической работе. В 1950—1993 гг. — слесарь на Государственном союзном заводе № 820 Министерства судостроительной промышленности СССР, бригадир слесарей Прибалтийского судостроительного завода «Янтарь» Министерства судостроительной промышленности СССР.
Указом Президиума Верховного Совета СССР от 27 апреля 1966 года за особые заслуги в развитии промышленности Калининградской области присвоено звание Героя Социалистического Труда с вручением ордена Ленина и золотой медали «Серп и Молот».
Умер в Калининграде в 2005 году.